# رشته‌کوه پامباک
رشته‌کوه پامباک (ارمنی: Փամբակի լեռնաշղթա) یک رشته‌کوه در جمهوری ارمنستان می‌باشد که در استان‌های تاووش، کوتایک، آراگاتسوتن، لوری، شیراک، گغارکونیک واقع شده است.